# Rhodospatha arborescens
Rhodospatha arborescens — вид квіткових рослин із родини кліщинцевих (Araceae), роду Rhaphidophora. Це ліана, рідним ареалом якої є Бразилія (пд.-сх. Мінас-Жерайс).